# 經濟狀況調查
經濟狀況調查（英語：Means test），即通过調查個人或家庭是否擁有足夠的資源，以判斷他們是否可獲得政府援助，或者享有社會福利的資格。

## 加拿大
在加拿大，經濟狀況調查會在提供用於第三期教育（或稱中學後教育）的助學貸款、法律援助、和诸如直接把金錢轉移支付給個人在内的“社會福利”時實施。它們通常不用於初等和中等教育，因为這兩項由政府運用稅收提供經費。在提供公共醫療保險的時候做經濟狀況調查曾經很普遍，但現在則屬不合法，因為在1984年通過的《加拿大衛生法》要求所有省份都必須提供全民醫療衛生的覆蓋，各省才有資格獲得聯邦政府的補貼。而在退休金和老年人的福利上，並未使用調查，但對於年收入超過69,562加元的人（2012年），會從他們的養老金（加拿大）支付額中扣回。最後崗位基金會（請參考最後崗位）會針對過世的退伍軍人的遺產和未亡配偶作經濟狀況調查，以確定他或她是否有資格，獲得葬禮的補助。

## 英國
對英國政府所做的經濟狀況調查而產生的不滿，是導致1921年發生英國全國失業工人運動的因素之一。如今，透過經濟狀況調查之後才能得到福利（意思是應享權利會受到個人收入和儲蓄額的影響），是這個福利系統的重要工作。經濟狀況調查也是裁判法院和皇室法院（又稱刑事法院）確定是否可提供法律援助的決定因素之一。這種調查會根據個人收入、家庭情況、和基本生活費用來判斷。

## 美國
在美國，經濟狀況調查用在下列各項資格的取得：聯邦醫療補助（Medicaid）、需要援助家庭的臨時救濟、房租補助法案第8節、美國補充營養協助計畫、佩爾大學助學金、聯邦補充教育機會教育助學金、聯邦勤工儉學（第三期教育）計劃、直接學生貸款、以及核定資格，提供給稍具“財力”的人償還部分債務。在美國，經濟狀況調查最顯著的用途是法院用來確定債務人根據美國法典中申請破產法典第7章（清算）或第13章（有固定收入之個人債務調整）申請破產時，作判定之用。
在1930年代的大蕭條時期，這種調查用在對那些申請諸如生活補助之類計劃的人作篩選，從1960年代開始，也用來對諸如Medicaid和美國補充營養協助計畫申請人做篩選。
1992年，第三黨總統候選人羅斯·佩羅提議在未來對申請美國社會安全保險福利的人也要進行調查；雖然有人認為這會是解決社會安全保險經費危機的方案，但其他政治候選人卻很少在羅斯·佩羅之後，公開提出相同的建議，因為要如此做除了花費巨大之外，還會把接受這種福利與社會污名作連結。
2005年，美國把破產法大幅修改，增加經濟狀況調查，以防止富有債務人根據第7章申請破產（而是根據第13章申請，就是必須償還部分債務後方得核准）。2005年防止破產濫用與消費者保護法案對破產法的修改中最值得注意的是放在法典中的§707（b）。這個修正案按照《法典》提供的公式，先計算債務人的收入，再和債務人所在的州的收入中位數作比較，如果超過中位數，就需做經濟狀況調查。這種調查被稱為"中位數調查（means test）"，用來確定是否有濫用法律的行為。如果在推定有濫用的行為時，則只有在"特殊情況"下，才能把推定推翻。
收入低於該州中位數收入的債務人無需接受調查。值得注意的是，根據法典計算出的收入，可能高於或低於申請破產當時債務人的實際收入。這導致一些評論員將破產法中說的"當月收入"稱為"預期收入"。如果債務人的債務主要不是消費者債務的時候，則經濟狀況調查不適用。
因此，經濟狀況調查是一種公式，目的是阻止收入較高的申報者根據第7章申請破產。這些申報人可透過13章申請，償還部分債務之後才能破產，而非利用第7章企圖把債務完全消滅。許多人認為破產所作的經濟狀況調查雖然複雜，但卻慷慨，多數債務人似乎沒遇到困難就達到目的。另一些人認為為破產所作的經濟狀況調查並不是那麼公平或合理，並且有些人諷指破產法中提及對消費者的保護，充其量不過是有嘲諷的意思，因為是發生消費者債務的人才需要作調查，而發生企業債務的就不需要。
不可否認的是這的確很複雜，因為在法案之中，許多術語的定義都尚未確定。

## 其他範例
其他需要做經濟狀況調查的國家，包括有新加坡的Medifund和愛爾蘭的醫療卡（Medical card）。兩者都用在醫療衛生領域。澳大利亞對領取屆齡退休金（Age Pension）的金額，會作經濟狀況調查。

## 批評
經濟狀況調查有幾處受到批評的地方，其中最根本的是這種調查是為了做社會計劃，或者是做濟貧計劃，社會計劃可平等對待全民，或按人民繳稅比例作補助，而濟貧計劃就是僅針對窮人提供幫助。例如，威廉‧貝弗里奇在他撰寫的貝弗里奇報告（有關英國在第二次世界大戰後社會系統的建設藍圖），就因為有貧窮陷阱的考量，他反對根據經濟狀況調查結果來發放福利。濟貧方案相對於社會方案，兩者之間的問題包括：
污名化僅惠及窮人的方案可能會蒙受污名和貶抑；請參考賑災食品。
政治考量僅讓窮人受益的方案與所有人均享的方案相比，可能會缺乏政治支持，日後這類福利容易被減少。
財富重分配濟貧計劃從富人拿錢，轉移給窮人，這種方式僅讓窮人受益，但同時由富人和窮人同時納稅支付。
反對經濟狀況調查的其他意見包括：
貧窮陷阱經濟狀況調查，尤其是在作清楚的劃分之時，可創造出高度有效邊際稅率，並且讓人們困在貧窮的狀態-因為有些窮人試圖脫離貧窮，但失去社會支持，或是因為成本提高而讓他們的志向遭受打擊。例如，規定中有資產的限制，要個人幾乎沒有或是完全沒有儲蓄才具有資格，這不僅是不鼓勵儲蓄（因為有儲蓄就會讓資格被取消），而且還要求人們變得一無所有，並且剝奪他們儲蓄的想法，而這些儲蓄是他們可擺脫貧困時能用到的。
執行困難度調查，尤其是複雜的，以及在不同的計劃之間，以及不同級別的政府之間要作的調查，計劃的執行會變得複雜：個人不容易知道他們是否符合資格，或者是雖然符合一些計劃的資格，但又不符合其他的。在沒中央集中式處理的情況之下，調查益加複雜，這意味著某些人（或許是許多符合資格的人）無法從中受益。
行政管理費用調查會增加行政管理成本（因為要對調查結果作驗證及確認）。但有人則認為，這種成本可被經過調查後所節省的支出來抵消，甚至節省會高過調查的成本。
應享權利/承諾如果對現有的計劃做經濟狀況測調查，尤其是那些人們已繳稅，但無法從中受益的（例如養老金，或醫療保險），則福利的減少會被認為是違反計劃所提供的承諾和應享權利。

## 外部連結
- U.S. Bankruptcy Courts information on means testing （页面存档备份，存于）
- LSC (UK) means-tested eligibility calculator （页面存档备份，存于）